# Cultura da convergência
Cultura da Convergência é um termo desenvolvido por Henry Jenkins em livro homônimo publicado em 2009 pela Editora Aleph. O termo pode ser relacionado a três fenômenos: convergência dos meios de comunicação, cultura participativa e inteligência coletiva. 
Segundo o autor, o atual cenário cultural é caracterizado pela reapropriação de conteúdos e produção midiática cooperativa, que integra agentes como: mídia corporativa, mídia alternativa, consumidor e afins.
Os produtos de novas e velhas mídias se tornam híbridos, reconfigurando a relação entre as tecnologias, indústria, mercados, gêneros e públicos. Ocorre um cruzamento entre mídias alternativas e mídias de massa, que se tornam receptivas por múltiplos suportes, caracterizando a era da convergência midiática.
Nas palavras do autor, convergência é "o fluxo de conteúdos através de múltiplas plataformas de mídia, a cooperação de múltiplos mercados midiáticos e o comportamento migratório dos públicos dos meios de comunicação que vão a quase qualquer parte em busca das experiências de entretenimento que desejam".
É importante constatar que Jenkins não analisa a noção de convergência por um ponto de vista tecnológico, mas sob uma perspectiva antropológica. Convergência é uma transformação cultural e "ocorre dos cérebros de consumidores individuais e suas interações sociais com os outros".

## A convergência midiática na visão de Henry Jenkins

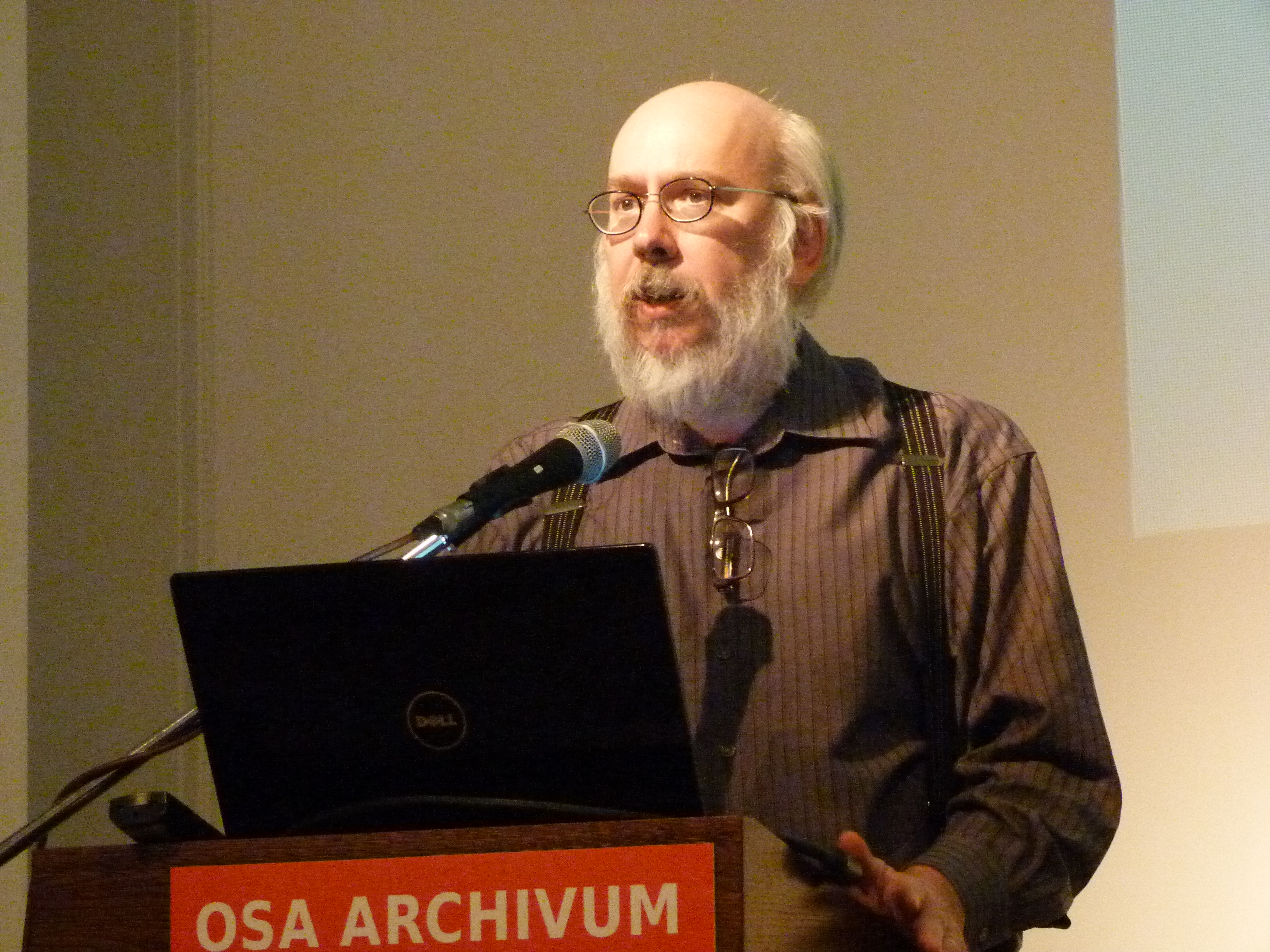
Henry Jenkins 2012

Convergência Midiática é um conceito, proposto por Henry Jenkins, baseado em Marshall McLuhan, para designar o atual processo cultural de construção da informação. As novas mídias digitais proporcionam um cenário onde qualquer indivíduo, com mínima instrução no mundo da informática, possui plenas condições para produzir e disseminar vídeos, imagens, sons, entre outros conteúdos. Além disso, podem se a reapropriar das produções da mídia tradicional, dando-lhes novos significados.
O autor defende a ideia de que todas as principais mídias estão, de alguma forma, convergindo para a internet, permitindo que usuários compartilhem experiências, gerando uma troca de conhecimento e informações. A informação hoje passa por diferentes canais midiáticos, complexificando a experiência do consumo e integrando diferentes meios nesse processo. Os consumidores dos mercados midiáticos apresentam, atualmente, um maior enfoque de investimento na área do entretenimento.
A proposta de convergência não é essencialmente tecnológica, mas sim, cultural. O processo de criação de novas plataformas existe devido a uma necessidade social e está relacionada ao fluxo de imagens, ideias, histórias, sons e relacionamentos. O viés tecnológico é representado pelos aparelhos multifuncionais, com diversas mídias convergindo para um só aparelho. Na visão de Henry Jenkins, a convergência midiática vai além da tecnologia, abordando as novas relações de produção em relação às próprias indústrias de mídia, interagindo entre si, e com os consumidores. Não apenas a relação entre mídias e indivíduos é modificada com a complexificação do consumo, mas também a própria produção midiática, uma vez que o acesso ao feedback dos consumidores permite que os desenvolvedores levem em consideração as suas opiniões e através delas reúnam informações estratégicas para alterar, ou não, o posicionamento da organização, visando melhor desempenho e satisfação do público. 
Essa interação entre organizações e consumidores é um fator importante para esse conceito. É a apropriação das tecnologias pelo meio social buscando moldar, de acordo com suas necessidades e anseios, o conteúdo produzido e distribuído pelas grandes corporações. As empresas já perceberam essa nova forma de interação e estão começando a trabalhar com essa nova realidade. 
Conclui-se que a convergência midiática, na visão de Henry Jenkins, traduz as modificações nas formas de relacionamento do público com tais formas.
Um exemplo de convergência é o caso no qual o humorista J-Roen criou, em 1998, uma colagem de Beto, personagem da série de TV Vila Sésamo, interagindo com Osama Bin Laden, e que foi postado na internet por Dennis Pozniak como parte de um projeto chamado: "Beto é do mal". Essa ilustração gerou uma grande repercussão. Um editor de Bangladesh procurou na Internet imagens de Bin Laden para produzir camisetas e pôsteres antiamericanos. A imagem acabou em uma colagem de fotografias similares que foi impressa em milhares de pôsteres e distribuída em todo o Oriente Médio. Em 2001, Repórteres da CNN registraram o improvável: a cena de uma multidão raivosa marchando em passeata pelas ruas, gritando slogans antiamericanos e agitando cartazes com Beto e Bin Laden. Pense nos circuitos através dos quais as imagens de "Beto é do Mal" viajaram – da Vila Sésamo para o Photoshop e à rede mundial de computadores, do quarto de Ignácio a uma gráfica em Bangladesh, dos pôsteres empunhados por manifestantes antiamericanos e capturados pela CNN às salas das pessoas pelo mundo. Parte da circulação dependeu de espécies de estratégias empresariais, como a adaptação de Vila Sésamo e da cobertura global da CNN. Parte da circulação dependeu da tática de apropriação popular, seja na América do Norte ou no Oriente Médio.

### Convergência Digital
A convergência se relaciona ao fluxo de conteúdos através de múltiplos suportes tecnológicos de comunicação, à cooperação entre múltiplos mercados midiáticos e ao comportamento migratório dos públicos dos meios de comunicação, que vão a quase qualquer parte em busca de informação e experiências de entretenimento que desejam. A convergência não deve ser compreendida somente como um processo tecnológico que une múltiplas funções dentro dos mesmos aparelhos, por mais sofisticados que venham a ser. Ela representa uma transformação cultural, à medida que consumidores são incentivados a procurar novas informações e fazer conexões em meio a conteúdos e plataformas midiáticas dispersas, envolvendo uma transformação tanto na forma de produzir quanto na forma de consumir os meios de comunicação. A convergência ocorre dentro dos cérebros dos consumidores individuais e em suas interações sociais com outros. Cada um de nós constrói a própria mitologia pessoal, a partir de pedaços e fragmentos de informações extraídos do fluxo midiático e transformados em recursos através dos quais compreendemos nossa vida cotidiana.
- Três pilares da convergência: 
  - Convergência tecnológica dos meios de comunicação
  - Cultura participativa
  - Inteligência coletiva

Em 29 de julho de 2010 o site da TV WAFF publicou uma reportagem sobre uma tentativa de estupro na cidade de Huntsville (Alabama, EUA). O vídeo mostrava Antoine Dodson, irmão da vítima, dando um depoimento indignado ao repórter televisivo. O jeito articulado e peculiar apresentado por Dodson no vídeo chamou a atenção do grupo musical The Gregory Brothers, que criou a canção “The Bed Intruder Song” usando o áudio da reportagem. Na semana em que “Bed Intruder Song” foi colocada na internet, atingiu a posição de número 89 na lista da revista Billboard, tornando-se recordista no I-Tunes Store com mais de 32 milhões de downloads, até 15 de outubro de 2010. Antoine e Kelly Dodson são considerados co-autores da canção e recebem 50% do valor arrecadado com as vendas de “The Bed Intruder Song”.
O autor Steven Johnson, do livro Emergência: a Vida Integrada de Formigas, Cérebros, Cidades e Softwares, define sistema emergente como um sistema criado por diversos agentes, interagindo de várias formas e seguindo suas próprias regras. É observada a presença de uma criação coletiva em sites como Youtube, 9GAG e a própria Wikipédia. Apesar de existir uma gerência superior, o conteúdo dos sites é gerado pelos próprios usuários.
Henry Jenkins ressalta em Cultura da Convergência: "quando o poder do produtor de mídia se mistura com o do consumidor e passa a existir uma apropriação popular onde são os consumidores que movem a circulação de conteúdos nesses sites de construção coletiva."
O site 9GAG, que possui conteúdo inteiramente criado pelos seus usuários, reapropria criativamente fotos, vídeos e sons a fim de dar um novo sentido e criar memes. Para Henry Jenkins, transmídia é construir possibilidades narrativas que gerem diversos nichos e mudanças de significado (destituição de um sentido original), além de associações novas que alterem sentido e agreguem outras conotações ao produto inicial. A convergência de mídias e informação no 9GAG dá um novo sentido ao material específico e o torna cômico, de acordo com os fins de diversão do site e dos seus usuários.

### Cultura Participativa
Cultura participativa consiste na interação do consumidor contemporâneo com as formas comunicacionais. O consumidor deixa de assistir apenas como um receptor passivo e passa a participar, criando e compartilhando seu projeto de forma coletiva. Em outras palavras, a cultura participativa se baseia na apropriação de elementos pertencentes a certo produto midiático por pessoas que não o produziram originalmente - fãs, por exemplo - e a partir desse produto, criam seus próprios.
Um exemplo desse fenômeno é a repercussão da série de Star Wars. Um curta chamado Lucas in Love foi produzido por fãs de Star Wars, assim como jogos eletrônicos produzidos para vários usuários (Star Wars Galaxies), os quais jogam em um universo com as características dos filmes.
Harry Potter também deve ser mencionado como produto gerados de outros produtos. Isso ocorre com a insatisfação da participação passiva dos fãs da saga ao apenas assistir aos filmes e ler os livros. Devido ao tamanho envolvimento dos fãs, surgiu a busca do consumo por outros meios, como por exemplo, a internet. Além de procurar outros meios comunicacionais, os fãs produzem suas próprias histórias a partir da narrativa inicial, pois afinal, estão procurando uma relação mais profunda com a saga e desse modo, identificam-se, produzem e consomem. Citação de Tiago Rafael UNIRP SJRP 15/08/2018.

### Narrativas Transmídia
Narrativas transmidiáticas - ou narrativas transmídia - são aquelas que ocorrem em diferentes plataformas, interligando um produto principal (livro, filme, história em quadrinhos, seriado televisivo, entre outros.) a tramas paralelas que expandem a história central, criando um vínculo com o leitor/espectador/ouvinte que o incentiva a garimpar fragmentos da narrativa em diferentes lugares. Surgem como uma estética que responde à convergência das mídias – uma estética que faz novas exigências aos consumidores e depende da participação ativa de comunidades de conhecimento. Se referem a determinados modos de configuração da produção, circulação e consumo de produtos midiáticos, geralmente atrelados à indústria do entretenimento e que se caracterizam pela fragmentação do conteúdo em diversos meios de comunicação. Transmídia não é sinônimo de adaptação de um mesmo conteúdo em diferentes mídias.
A narrativa transmídia é a arte da criação de um universo. Para viver uma experiência plena num universo ficcional, os consumidores devem assumir o papel de caçadores e coletores, perseguindo pedaços da história pelos diferentes canais, comparando suas observações com as de outros fãs , como em grupos de discussão on-line, e colaborando para assegurar que todos os que investiram tempo e energia tenham uma experiência de entretenimento mais rica.
Na série de filmes para o cinema Matrix, seus criadores e produtores pensaram em ações de transmídia através do lançamento de jogos de videogame, animações e histórias em quadrinhos. Esta estratégia teve como objetivo desenvolver diferentes partes da história através de múltiplos suportes midiáticos, cada uma contribuindo de maneira distinta e valiosa para o todo.
Já no anúncio do pré-lançamento do primeiro filme, os consumidores foram provocados com a pergunta "O que é Matrix?", instigando-os a buscar respostas na internet. Uma das considerações do autor sobre o filme é que ele é um entretenimento para a era da convergência, pois integra múltiplos textos para criar uma narrativa tão ampla que não pode ser contida em uma única mídia.
Para uma obra transmídia ser eficaz e atrair um público, ela deverá ter material suficiente para sustentar essas diferentes “plataformas” - cada uma apresentando experiências novas ao espectador - e assim entreter as diferentes clientelas. Esse entretenimento poderá ser medido através das comunidades de conhecimento, que são usadas pelos fãs para discutirem as questões e enigmas envolvidos na narrativa, e buscarem a solução do mistério coletivamente.
Em entrevistas dadas pelos diretores da saga, os irmãos Wachowski,  fica clara a importância de manter os enigmas nesse tipo de produto, e consequentemente o interesse do público:
Pergunta: “Há muitas mensagens ocultas no filme que eu percebo a cada vez que assisto. Vocês podem dizer quantas mensagens o filme tem?”
Irmãos Wachowski: “Mais do que você jamais saberá.”
Pergunta: “Vocês gostam que as pessoas fiquem dissecando o filme? Consideram isso uma certa honra ou ficam um pouco irritados, especialmente quando a pessoa interpreta tudo errado?”
Irmãos Wachowski: “Não existe nunca um 'tudo errado', necessariamente. Pois trata-se de como a pessoa interpreta o filme, como um indivíduo interpreta o filme.”

### Alternate Reality Games

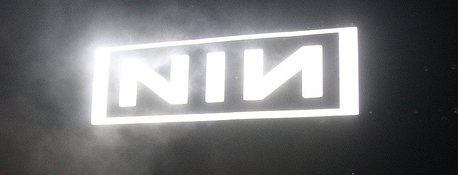
Logo do Nine Inch Nails em um show

ARG's ou Alternate Reality Games é mais um exemplo de narrativa transmídia, pois são jogos que exploram histórias colaborativas dependendo da participação ativa do público e utilizando-se de vários meios para desenvolver a trama. Nestes jogos, os participantes têm de desvendar um mistério que se desenrola através de websites, mídias sociais, clipes de vídeo (youtube ou televisão), SMS, podcasts, videogames, revistas, jornais, e até lugares físicos urbanos, indo atrás das pistas do enigma a fim de juntarem as peças e descobrirem o final da história.
Esse tipo de narrativa foi usada no lançamento do álbum "Year Zero", da banda Nine Inch Nails em 2007. A banda disponibilizava pendrives em espaços aleatórios do show, como em banheiros, e dentro desses pendrives normalmente havia uma música do disco e mais alguma pista, que fazia com que os fãs buscassem a resposta em um clipe da banda, em sites indicados, tudo isso com o objetivo de desvendar o mistério proposto pelo grupo, e que estava tematicamente relacionado ao CD. Para isso, duas estratégias foram usadas pela banda: 
1 - Centralizar o foco em uma narrativa criada pelo ARG, que desdobra e amplia a narrativa conceitual do álbum; 
2 - Liberar para o público, uma de cada vez e fora da ordem do álbum, todas as músicas de Year Zero.
Sendo assim, a ideia do grupo se mostrou uma excelente estratégia de marketing para alavancar o interesse dos fãs pelo disco.

### Economia Afetiva
A economia afetiva é um conceito do marketing que diz respeito a uma série de estratégias desenvolvidas para criar um vínculo emocional entre consumidor e empresas. Estas não querem apenas que seu produto seja comprado, mas que os consumidores se tornem fãs e promotores da marca, estimulando outros potenciais consumidores.
Para isto, estudos buscam compreender o comportamento deste consumidor, empoderado pelas possibilidades comunicacionais da era da web 2.0. A compra deve ser mais satisfatória e as empresas devem promover ações que estimulem um engajamento dos usuários. A marca também deve ter uma identidade concisa, de maneira que toda a estrutura da empresa reflita as ideias centrais desta.
Nesse sentido, a economia afetiva também se configura como um importante aspecto a ser analisado na cultura da convergência, devido ao recente interesse dos profissionais da área de marketing de medir os impactos emocionais do relacionamento da marca com os fãs.

### A cultura dos fãs
Os fãs desempenham um papel importante para o processo de convergência de mídias. Pois, são essas pessoas que ajudam a disseminar informações sobre os conteúdos que mais lhes agradam, em um número indefinido de meios, tendo principalmente a internet como motor propulsor para a difusão dos seus mais variados sentimentos e opiniões. Essa apropriação e, consequente criação de espaços públicos (físicos ou virtuais), muitas vezes elaboradas a partir de iniciativas de fãs para a discussão de, por exemplo, séries de TV, filmes, bandas, histórias em quadrinhos, constituem um canal de comunicação direcionado, especificamente, para a proliferação de ideias e conteúdos que compartilham os interesses mútuos entre estes potenciais consumidores.
“A participação é vista como uma parte normal da operação de mídia, e os debates atuais giram em torno das condições dessa participação. Assim como o estudo da cultura dos fãs nos ajudou a compreender as inovações que ocorrem às margens da indústria midiática, podemos também interpretar as estruturas das comunidades de fãs como a indicação de um novo modo de pensar sobre a cidadania e colaboração. (Henry Jenkins, 2008, p. 314)”
Estes espaços ou canais são caracterizados por remediações, que são as representações de um tipo de mídia inserido em outro tipo, presente dentro dos fandoms, grupos de fãs, em forma de fanfics (histórias fictícias sobre enredos oficiais), fanarts (desenhos, gifs, montagens), fanzines (revistas feitas por fãs). Os fãs também são aqueles que além de assistirem a todos os episódios da série de TV, são os que estão mais propensos a comprar os produtos relacionados ao programa. Assim como também são aqueles que ajudam os produtores com sugestões e críticas acerca do conteúdo que disponibilizam, colaborando com a sua melhoria. Entretanto, também são aqueles que podem ajudar a prejudicar a imagem de programas, emissoras, etc. Por estes motivos, a indústria da mídia necessita dos fãs, pois serão estes o grandes responsáveis por uma série de fatores que certamente ajudarão na divulgação de conteúdos que, por sua vez, terão um alcance muito maior e contribuirão para o surgimento de novos seguidores.

## O Advento da Internet
Com o advento da internet os meios de comunicação sofreram com as perdas de ibope e de assinaturas. As grandes empresas prevendo não poder concorrer com essa nova tecnologia se aliaram a ela, dando origem à convergência, onde diversas plataformas de mídias podem ser encontradas na internet. Esse processo não aconteceu repentinamente, e ainda se encontra em processo de consolidação. É uma tendência que chegou ao Brasil há pouco tempo, a partir das experiências de empresas estrangeiras que estão sendo seguidas pelas nacionais. 
Os jornais impressos já adotaram a postura de convergir, a grande maioria com a criação de sites de conteúdo próprio, mostrando diferentes formas de exibição e interação com o conteúdo dos jornais online. Alguns disponibilizam todo seu material que sai impresso na rede, outros apenas para assinantes e há ainda os que só oferecem no site algumas matérias, porém todos estão usando a internet como ferramenta de interação. Um fenômeno típico da convergência midiática é o uso de conteúdo em vídeo por empresas de jornais impressos nos seus sites, gerado pela necessidade que o leitor tem de entrar em contato com um assunto mais rápida e interativamente, e pela facilidade que as novas tecnologias oferecem na hora de produzir um vídeo, pois em tese qualquer pessoa com um celular ou uma câmera de vídeo é capaz de gravar notícias, gerando uma integração mais próxima entre leitor e jornal, pois, muitas vezes, o leitor é o autor desses vídeos.
O rádio ganhou maiores proporções com a internet, alcançando a rede mundial com as web rádios, possibilitando qualquer usuário a colocar suas produções radiofônicas em rede, sem precisar de uma concessão do ministério das comunicações. A televisão digital é um bom exemplo da convergência midiática, pois é uma junção da televisão tradicional com a internet. As diferenças começam pela interatividade do telespectador com a emissora, gerando uma maior liberdade para o usuário escolher a programação que prefere assistir, acessar a internet e assistir notícias em tempo real.
Outra tecnologia que resume a convergência midiática é a dos Smartphones. Aparelhos móveis que misturam funções de computador, telefone, câmera digital, com acesso a internet, player de música e vídeos, jogos eletrônicos e outras possibilidades de interação, produção e acesso de conteúdo, convergindo assim várias mídias em uma única criação. A mobilidade se traduz na possibilidade de criar e acessar conteúdos estando em movimento, a qualquer hora e em qualquer lugar. Como exemplos desta função podemos citar os vídeos amadores do atentado de 11 de setembro ao World Trade Center e dos Tsunamis na Ásia, assim como os protestos contra governos e outros movimentos em todo o mundo.
A convergência também está presente no jornalismo colaborativo, inserindo cada vez mais o internauta como consumidor-produtor de conteúdo.

## A mídia como um sistema cultural
Em sua obra a “Cultura da Convergência”, Henry Jenkins, ressalta as capacidades de integração dos meios de comunicação cada vez maior com o surgimento e desenvolvimento da internet. No entanto, a partir dessa premissa observamos uma tendência na relação entre as empresas de mídia e, principalmente, as pessoas que de acordo com as capacidades de convergência das plataformas tecnológicas, podem se apropriar desses meios de comunicação não mais apenas como simples receptores, mas agora também como criadores e transmissores dos seus próprios conteúdos. Essa apropriação está baseada, intrinsecamente, nas diversas formas de veiculação desses conteúdos, aos quais temos acesso, principalmente, através da internet. Criando assim, um sistema cultural de distribuição que engloba tanto as empresas de mídia, que procuram sempre se adaptar às transformações desses meios, como os seus “novos” consumidores que estão cada vez mais ávidos por diferentes conteúdos, independente da forma ou dos dispositivos mediadores que utilizem. No entanto, quando Henry Jenkins, fala sobre convergência, procura também desconstruir um termo que pode ser interpretado erroneamente. A Falácia da caixa preta, uma crença de que todos os conteúdos de todas as mídias estariam centralizados em um único meio. A ideia defendida por Jenkins é de que a convergência se dá na distribuição dos conteúdos para diversos meios. Sobre esse processo, os produtores midiáticos compreendem alguns aspectos: "Extensão, para se referir à tentativa de expandir mercados potenciais por meio do movimento de conteúdos por diferentes sistemas de distribuição; sinergia, para se referir às oportunidades econômicas representadas pela capacidade de possuir e controlar todas essas manifestações; e franquia, para se referir ao empenho coordenado em imprimir uma marca e um mercado a conteúdos ficcionais, sob essas condições." Contudo, tendemos a nos focar muito mais nas capacidades tecnológicas de convergência desses aparelhos. Porém, o importante são os modos como utilizamos essas tecnologias de comunicação que nos permitem fazer parte desse sistema de distribuição cultural, que é a mídia, hoje mais do nunca, tornado-se cada vez mais fragmentado pelas possibilidades de canais de disseminação que temos atualmente à nossa disposição. Assim, a cultura da convergência resultaria da integração entre as empresas que possuem ou administram estes canais de mídia e da vontade e determinação dos consumidores de adquirirem o conteúdo que desejam.
Exemplos dessa dicotomia na forma de se utilizar as mídias, ou seja, de maneira participativa ou não, podem ser encontrados em acontecimentos contemporâneos ao mês de julho de 2013, na cidade do Rio de Janeiro. Com a vinda do papa para a cidade e o início da Jornada Mundial da Juventude , a Associação Brasileira de Emissoras de Rádio e Televisão, lançou uma campanha incentivando o uso dos celulares no evento como simples receptores de sinal de rádio e tv. Por Daniel Slaviero, presidente da ABERT, "o objetivo é atingir os participantes da Jornada Mundial da Juventude, levando-os a captar em seus aparelhos, sem passar pela internet, o sinal de rádio e TV que está no ar."
Como se percebe no texto, aparentemente, o objetivo seria desestimular o uso do celular como um meio participativo. Um provável motivo seria as manifestações contra a corrupção e outros problemas enfrentados pelos fluminenses, que ocorriam junto com a JMJ.
Ainda no contexto das manifestações, um grupo de mídia intitulado de Mídia Ninja - uma sigla para Narrativas Independentes, Jornalismo e Ação - fez um uso diferente dos aparelhos celulares. Usando-os como filmadoras, transmitiram ao vivo os acontecimentos tanto das manifestações quanto de partes da JMJ, sendo que, além de ver os vídeos, os internautas podiam mandar mensagens em tempo real dando suas opiniões, debatendo com os outros internautas sobre as imagens que estavam assistindo, e sendo assim, interferindo na filmagem. Este uso do celular, de forma participativa, estaria inserido na ideia de cultura da convergência defendida por Jenkins.

## Exemplos e referências
- O telefone celular serve de exemplo representativo do período que estamos vivenciando, tendo em vista o seu papel central desempenhado pelo aparelho em diversas situações, dentre elas as estratégias de marketing, e seus diversos usos como envio e recebimento de músicas, fotos, jogos e vídeos.
- O reality show americano Survivor e o fenômeno dos spoilers, que ocorre quando um grupo de consumidores ativo antecipa fatos da série/filme/livro antes deles irem ao ar para o público geral. O tipo de conhecimento adquirido pela audiência destes programas é impossível de ser reunido em uma só pessoa, deve ser guardado coletivamente, e configura a noção de inteligência coletiva.
- O famoso reality show American Idol e o conceito de economia afetiva, que relaciona-se diretamente com a participação ativa do público.
- O jogo American Army como um exemplo de produto midiático contemporâneo que afeta e influencia a mente do público.
- A franquia Matrix como exemplo de narrativa transmidiática, um estilo de narrativa que exige maior envolvimento do público para entender um complexo universo fictício. Como outros exemplos dessa narrativa, temos o filme A Bruxa de Blair, e jogos de realidade alternativa, como The Beast.
- A série Guerra nas Estrelas e o relacionamento de seus fãs como entendimento de cultura participativa, onde os admiradores de um produto produzem conteúdo relacionado à história e personagens, como curta-metragens. O MMORPG Star Wars Galaxies pode servir como exemplo, pois representa o universo da série dentro de um jogo interativo.
- O personagem Barney Stinson do seriado How I Met Your Mother possui um blog que, além de existir na trama, pode ser encontrado na internet, tendo informações sincronizadas às narrativas do programa.

## Ligações Externas
Entrevista com Henry Jenkins durante a divulgação do livro "A Cultura da Convergêrncia" no Brasil. (2008)
Organização de participação colaborativa (em inglês)
TEDxNYED - Henry Jenkins - 03/06/10
Peter Hirshberg: The web is more than "better TV"